# Saison 15 d'American Dad!
Chronologie
Saison 14 Saison 16
La quinzième saison d'American Dad! est diffusée pour la première fois aux États-Unis sur la chaîne TBS du 25 décembre 2017 au 8 avril 2019.

En France, seulement les épisodes 2 à 13 ont été diffusés pour la première fois à la télévision sur NRJ 12 fin 2018. MCM a ensuite diffusé la saison complète en février 2022.

## Épisodes
| № | #  | Titre                                                    | Réalisation                    | Scénario                      | Première diffusion | Code de prod. | Audience |
| --- | -- | -------------------------------------------------------- | ------------------------------ | ----------------------------- | ------------------ | ------------- | -------- |
| 235 | 1  | Joyeux schnoël Santa, Schmanta                           | Joe Daniello                   | Teresa Hsiao                  | 25 décembre 2017   | CAJN08        | 0,86     |
| C'est Noël. Roger est jaloux parce qu'il ne reçoit pas assez d'attention. Il essaie de ruiner Noël et des manigances suivent. |    |                                                          |                                |                               |                    |               |          |
| 236 | 2  | Complots et mimosa Paranoid Frandroid                    | Pam Cooke & Valerie Fletcher   | Joel Hurwitz                  | 12 février 2018    | CAJN01        | 0,78     |
| Francine est obsédée par les théories du complot après avoir découvert que son émission matinale préférée, Morning Mimosa, est en réalité un stratagème élaboré par la CIA pour la garder docile et ignorante de ce qu'il se passe dans le monde. Pendant ce temps, Steve et Klaus aident Snot et sa mère à emménager dans un quartier huppé après que le petit ami de cette dernière les a invités, mais les choses se compliquent lorsque la mère de Snot tombe amoureux de Klaus...                                                                |    |                                                          |                                |                               |                    |               |          |
| 237 | 3  | Le recensement des agneaux The Census of the Lambs       | Tim Parsons & Jennifer Graves  | Sam Brenner                   | 19 février 2018    | CAJN02        | 0,83     |
| Après que Stan et Hayley aient été choisis pour effectuer un recensement de la ville, une compétition s'installe entre eux pour savoir qui comptera le plus de résidents. Dans sa quête Stan se fait enlever par un tueur en série. Pendant ce temps, Klaus devient photographe après avoir trouvé le vieil appareil photo de son oncle et choisit l'ami de Steve, Barry, pour qu'il soit son modèle... |    |                                                          |                                |                               |                    |               |          |
| 238 | 4  | La folie des œufs Shell Game                             | Chris Bennett                  | Brett Cawley & Robert Maitia  | 26 février 2018    | CAJN03        | 0,73     |
| Steve et Roger tombent par hasard sur une société secrète de collectionneurs d’œufs d'oiseaux rares. Pendant ce temps, Francine chamboule les habitudes de la famille lorsqu'elle achète une sauce italienne pour spaghettis qui transforme la famille en immigrants italo-américains... |    |                                                          |                                |                               |                    |               |          |
| 239 | 5  | À main levée The Mural of the Story                      | Josue Cervantes                | Jeff Kauffmann                | 5 mars 2018        | CAJN04        | 0,99     |
| Stan essaie de rénover la fresque historique de Langley Falls, mais lorsque son travail est détesté par les gens de la ville, il laisse sa fille, Hayley, en prendre la responsabilité. Pendant ce temps, dans une parodie du film Whiplash, Steve s'inscrit dans une prestigieuse université de clowns avec Roger comme instructeur acharné qui le pousse à ses limites... |    |                                                          |                                |                               |                    |               |          |
| 240 | 6  | Grèves et négociations (You Gotta) Strike for Your Right | Shawn Murray                   | Tim Saccardo                  | 12 mars 2018       | CAJN05        | 0,80     |
| Lorsque Hayley (qui a un emploi de livreuse de sandwich) prend connaissance des mauvaises conditions de travail à la CIA, elle pousse tout le monde à faire la grève. Pendant ce temps, Steve, Roger, Klaus et Francine regardent entièrement la série de Breaking Bad en commençant par la fin et se retrouvent dans une chasse au trésor mise en place par le créateur de Breaking Bad , Vince Gilligan... |    |                                                          |                                |                               |                    |               |          |
| 241 | 7  | Échec légendaire Klaustastrophe.tv                       | Rodney Clouden                 | Kirk J. Rudell                | 19 mars 2018       | CAJN06        | 0,93     |
| Klaus met en place un site Web vidéo, relatant les échecs épiques de la famille Smith. Pendant ce temps, Stan doit encore une fois faire face à son enfance lorsqu'il se souvient de son séjour dans un camp d'été sur le thème des Harlem Globetrotters... |    |                                                          |                                |                               |                    |               |          |
| 242 | 8  | Le tueur des dîners Death by Dinner Party                | Jansen Yee                     | Joe Chandler & Nic Wegener    | 26 mars 2018       | CAJN07        | 0,97     |
| Francine organise un dîner alors qu'un tueur en série qui attaque les gens lors de dîners terrorise la ville; quand les lumières s'éteignent et que les invités commencent à disparaître, Roger se charge de résoudre le mystère... |    |                                                          |                                |                               |                    |               |          |
| 243 | 9  | L'histoire sans fin The Never-Ending Stories             | Pam Cooke & Valerie Fletcher   | Parker Deay & Jordan Blum     | 9 avril 2018       | CAJN09        | 0,92     |
| Ayant besoin d'écouler ses histoires ennuyeuses, Stan accède au poste de professeur d'un groupe d'agents de la CIA et leur apprend toutes les histoires qu'il a raconté pour rien à sa famille. Pendant ce temps, Klaus devient un chauffeur de salle hip-hop après que le rappeur local Juicy Lou (doublé par Xzibit ) remarque son talent lors d'un battle de rue. |    |                                                          |                                |                               |                    |               |          |
| 244 | 10 | Un train peut en cacher un autre Railroaded              | Tim Parsons & Jennifer Graves  | Zack Rosenblatt               | 16 avril 2018      | CAJN10        | 0,802    |
| Lorsque le maire de Langley Falls rejette la suggestion de Stan de construire un train à grande vitesse , Stan présente sa candidature au poste de maire ... et finit par se faire utiliser comme la marionnette politique de Roger, lorsqu'il gagne et n'a aucune idée de la manière de diriger la ville... |    |                                                          |                                |                               |                    |               |          |
| 245 | 11 | La conversation My Purity Ball and Chain                 | Chris Bennett                  | Charles Suozzi                | 23 avril 2018      | CAJN11        | 0,870    |
| Francine ordonne à Stan d'avoir une conversation avec Steve à propos de sexualité, mais Stan décide plutôt de le mettre dans un programme d'abstinence où les adolescentes promettent leur virginité à leurs pères. Pendant ce temps, Klaus, Jeff, Roger et Hayley décident de construire un toboggan pour la piscine du jardin après s'être amusés sur un véritable toboggan près du lac, mais lorsqu'un gars nommé Kyle l'essaie et finit mort, ils doivent alors couvrir le crime avant que le détective Turlington ne résolve l'affaire...        |    |                                                          |                                |                               |                    |               |          |
| 246 | 12 | Oregon trail OreTron Trail                               | Josue Cervantes                | Paul Stroud                   | 30 avril 2018      | CAJN12        | 0,825    |
| Lorsque Steve montre à Roger la version Macintosh originale du jeu d'ordinateur The Oregon Trail , Roger panique à l'idée de vivre plus longtemps que la famille Smith. Après une période en tant que motard rebelle, Roger rentre chez lui et soudoie le Dr Weitzman pour qu'il drogue la famille Smith et télécharge leurs images sur le Macintosh remis à neuf de Steve afin qu'ils soient avec lui pour toujours. Pendant ce temps, Klaus transforme le bar de Roger en épicerie de quartier et devient paranoïaque à l'idée de se faire voler... |    |                                                          |                                |                               |                    |               |          |
| 247 | 13 | Méchante Francine Mean Francine                          | Shawn Murray                   | Nicole Shabtai                | 7 mai 2018         | CAJN13        | 0,915    |
| Lorsque Francine est choisie pour être la nouvelle conseillère d'orientation de Pearl Bailey High, elle s'associe à un trio de mauvaises filles connues sous le nom de "The Golden Girls". Pendant ce temps, Jeff rentre en dépression lorsque son chapeau préféré disparaît. |    |                                                          |                                |                               |                    |               |          |
| 248 | 14 | One-musclée-show One-Woman Swole                         | Rodney Clouden                 | Sasha Stroman                 | 11 février 2019    | CAJN14        | 0,75     |
| Après que sa famille l'ait accusée d'être une lâcheuse, Francine devient culturiste. Klaus prétend avoir inventé le "high five". |    |                                                          |                                |                               |                    |               |          |
| 249 | 15 | Flavor town                                              | Jansen Yee                     | Greg Cohen                    | 18 février 2019    | CAJN15        | 0,78     |
| Jeff commence à traîner avec le célèbre chef cuisinier préféré de Stan. Klaus et Roger lancent leur propre service de voiturier. |    |                                                          |                                |                               |                    |               |          |
| 250 | 16 | Assistant personnages Persona Assistant                  | Joe Daniello                   | Jeff Kauffmann                | 25 février 2019    | CAJN16        | 0,96     |
| Dans le 250e épisode de la série, Stan doit reprendre les différents personnages de Roger après qu'une tumeur l'ait mis hors service. Le principal Lewis fait pression sur Steve et la chorale de l'école pour qu'ils fassent tout ce qu'il faut pour gagner. |    |                                                          |                                |                               |                    |               |          |
| 251 | 17 | La légende du vieil Ulysse The Legend of Old Ulysses     | Pam Cooke et Valerie Fletcher  | Zack Rosenblatt               | 4 mars 2019        | CAJN17        | 0,79     |
| Steve participe aux compétitions père-fils au lac Possum. Roger apprend à faire du vélo. |    |                                                          |                                |                               |                    |               |          |
| 252 | 18 | Jumalices Twinanigans                                    | Tim Parsons et Jennifer Graves | Jordan Blum et Parker Deay    | 11 mars 2019       | CAJN18        | 0,77     |
| Steve et Roger redémarrent leur carrière d'acteurs en tant que frère jumeau. La famille devient dépendante d'une boutique de cadeaux de fantaisie. |    |                                                          |                                |                               |                    |               |          |
| 253 | 19 | Le chef de meute Top of the Steve                        | Chris Bennett                  | Joe Chandler et Nic Wegener   | 18 mars 2019       | CAJN19        | 0,70     |
| Steve va en internat, mais découvre que c'est une école pour filles. Stan est agacé par un défilé de personnages qui viennent prendre la place de Steve à la maison. |    |                                                          |                                |                               |                    |               |          |
| 254 | 20 | Un Stan peut en cacher un autre Funnyish Games           | Josue Cervantes                | Kirk J. Rudell                | 25 mars 2019       | CAJN20        | 0,85     |
| Francine devient obsédée par la sécurité intérieure après qu'un cambriolage l'ait ébranlée. Steve essaie l'approche décontractée de Hayley pour les travaux scolaires. |    |                                                          |                                |                               |                    |               |          |
| 255 | 21 | Un jour aux courses Fleabiscuit                          | Shawn Murray                   | Teresa Hsiao                  | 1er avril 2019     | CAJN21        | 0,74     |
| Hayley se sent abandonnée après que Jeff soit devenu un entraîneur vedette de courses de chiens ; Steve profite d'une maison vide. |    |                                                          |                                |                               |                    |               |          |
| 256 | 22 | Surmonter les défis The Future is Borax                  | Rodney Clouden                 | Brett Cawley et Robert Maitia | 8 avril 2019       | CAJN22        | 0,75     |
| Alors qu'ils tentent de raviver leur mariage, Stan et Francine se retrouvent coincés dans une montgolfière. Le reste de la famille gagne un concours d'écriture de jingle. |    |                                                          |                                |                               |                    |               |          |